# مرگ طبیعی (فیلم)
«مرگ طبیعی» (انگلیسی: Natural Causes (film)) یک فیلم است که در سال ۱۹۸۵ منتشر شد.